# Bellenot-sous-Pouilly
Bellenot-sous-Pouilly est une commune française située dans le canton d'Arnay-le-Duc du département de la Côte-d'Or, en région Bourgogne-Franche-Comté.

## Géographie

### Description
Bellenot-sous-Pouilly est un village de l'Auxois en Côte-d'Or jouxtant Pouilly-en-Auxois et situé à 38 km à vol d'oiseau à l'ouest de Dijon, 17 km au nord-est d'Arnay-le-Duc, 24 km à l'est de Saulieu et à 28 km de Semur-en-Auxois.
Le village, desservi par l'ancienne route nationale 470 (actuelle RD 970), est aisément accessible par l'autoroute A6, qui tangente à l'ouest le territoire communal.

### Hydrographie
L'ouest du territoire communal est limité par le lit de l'Armançon, doublé par le canal de Bourgogne. L'Armançon est un  affluent droit de l'Yonne, et donc un sous-affluent de la Seine.
Le ruisseau la Motte, qui draine le territoire communal d'est en ouest, y conflue dans l'Armançon.

### Climat
Pour des articles plus généraux, voir Climat de la Bourgogne-Franche-Comté et Climat de la Côte-d'Or.
En 2010, le climat de la commune est de type climat des marges montargnardes, selon une étude du Centre national de la recherche scientifique s'appuyant sur une série de données couvrant la période 1971-2000. En 2020, Météo-France publie une typologie des climats de la France métropolitaine dans laquelle la commune est exposée à un climat océanique altéré et est dans la région climatique  Lorraine, plateau de Langres, Morvan, caractérisée par un hiver rude (1,5 °C), des vents modérés et des brouillards fréquents en automne et hiver. 
Pour la période 1971-2000, la température annuelle moyenne est de 10,3 °C, avec une amplitude thermique annuelle de 17 °C. Le cumul annuel moyen de précipitations est de 924 mm, avec 13 jours de précipitations en janvier et 8,2 jours en juillet. Pour la période 1991-2020, la température moyenne annuelle observée sur la station météorologique de Météo-France la plus proche, « Pouilly-en-Aux_sapc », sur la commune de Pouilly-en-Auxois à 2 km à vol d'oiseau, est de 10,7 °C et le cumul annuel moyen de précipitations est de 859,1 mm,. Pour l'avenir, les paramètres climatiques de la commune estimés pour 2050 selon différents scénarios d'émission de gaz à effet de serre sont consultables sur un site dédié publié par Météo-France en novembre 2022.

## Urbanisme

### Typologie
Au 1er janvier 2024, Bellenot-sous-Pouilly est catégorisée commune rurale à habitat dispersé, selon la nouvelle grille communale de densité à 7 niveaux définie par l'Insee en 2022.
Elle est située hors unité urbaine. Par ailleurs la commune fait partie de l'aire d'attraction de Dijon, dont elle est une commune de la couronne,. Cette aire, qui regroupe 333 communes, est catégorisée dans les aires de 200 000 à moins de 700 000 habitants,.

### Occupation des sols
L'occupation des sols de la commune, telle qu'elle ressort de la base de données européenne d’occupation biophysique des sols Corine Land Cover (CLC), est marquée par l'importance des territoires agricoles (74,5 % en 2018), une proportion sensiblement équivalente à celle de 1990 (75,1 %). La répartition détaillée en 2018 est la suivante : prairies (50,1 %), forêts (23 %), terres arables (21,5 %), zones agricoles hétérogènes (2,9 %), zones urbanisées (2,5 %). L'évolution de l’occupation des sols de la commune et de ses infrastructures peut être observée sur les différentes représentations cartographiques du territoire : la carte de Cassini (XVIIIe siècle), la carte d'état-major (1820-1866) et les cartes ou photos aériennes de l'IGN pour la période actuelle (1950 à aujourd'hui).

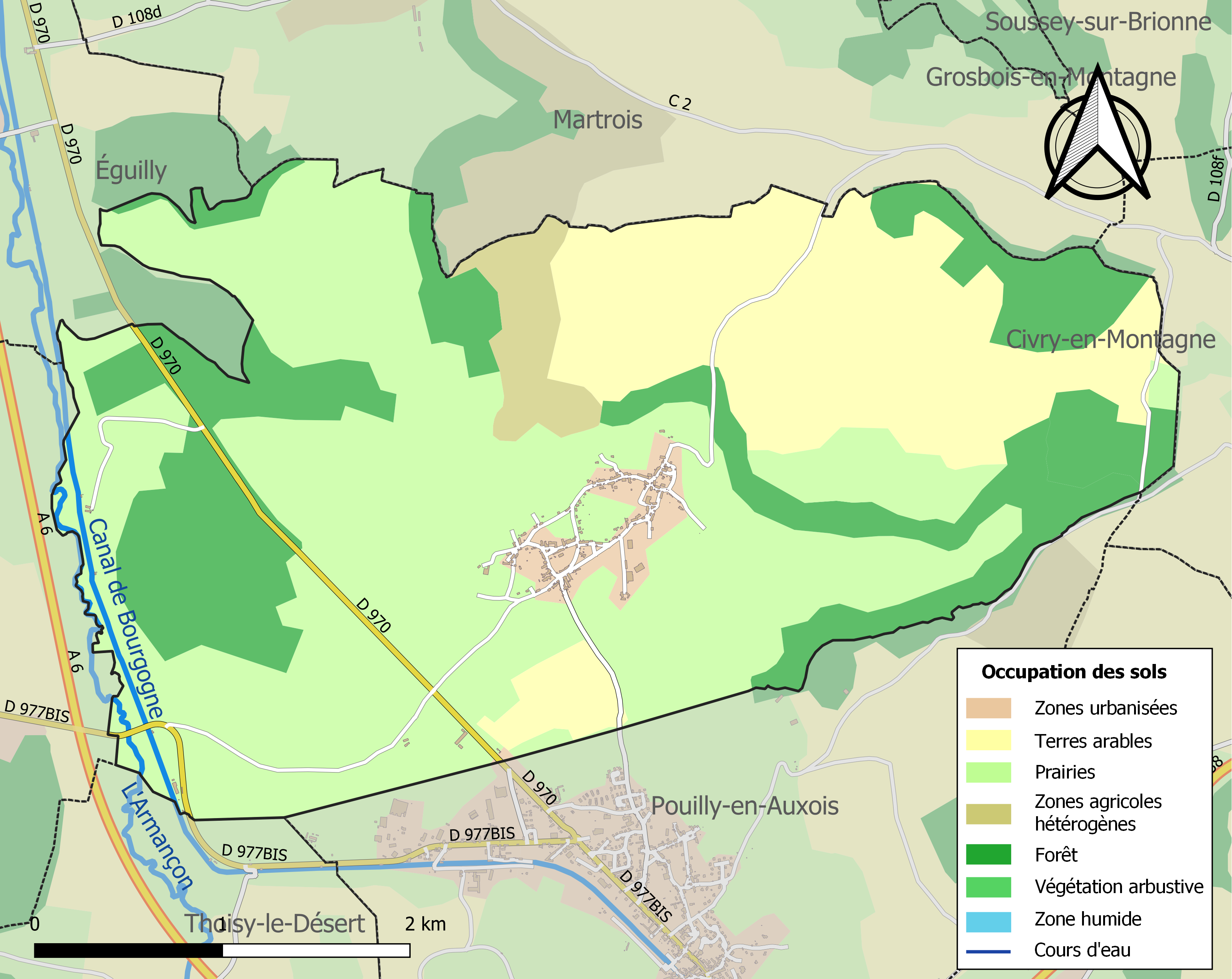
Carte des infrastructures et de l'occupation des sols de la commune en 2018 (CLC).

### Habitat et logement
En 2018, le nombre total de logements dans la commune était de 132, alors qu'il était de 128 en 2013 et de 114 en 2008.
Parmi ces logements, 78,6 % étaient des résidences principales, 9,9 % des résidences secondaires et 11,5 % des logements vacants. Ces logements étaient pour 97 % d'entre eux des maisons individuelles et pour 2,2 % des appartements.
Le tableau ci-dessous présente la typologie des logements à Bellenot-sous-Pouilly en 2018 en comparaison avec celle de la Côte-d'Or et de la France entière. Une caractéristique marquante du parc de logements est ainsi une proportion de résidences secondaires et logements occasionnels (9,9 %) supérieure à celle du département (5,6 %) et à celle de la France entière (9,7 %). Concernant le statut d'occupation de ces logements, 83,8 % des habitants de la commune sont propriétaires de leur logement (85,7 % en 2013), contre 59,9 % pour la Côte-d'Or et 57,5 % pour la France entière.
| Typologie                                               | Bellenot-sous-Pouilly | Côte-d'Or | France entière |
| ------------------------------------------------------- | --------------------- | --------- | -------------- |
| Résidences principales (en %)                           | 78,6                  | 86        | 82,1           |
| Résidences secondaires et logements occasionnels (en %) | 9,9                   | 5,6       | 9,7            |
| Logements vacants (en %)                                | 11,5                  | 8,4       | 8,2            |

## Politique et administration

### Rattachements administratifs et électoraux

#### Rattachements administratifs
La commune se trouve dans l'arrondissement de Beaune du département de la Côte-d'Or.  
Elle faisait partie depuis 1793 du canton de Pouilly-en-Auxois. Dans le cadre du redécoupage cantonal de 2014 en France, cette circonscription administrative territoriale a disparu, et le canton n'est plus qu'une circonscription électorale.

#### Rattachements électoraux
Pour les élections départementales, la commune fait partie depuis 2014 du canton d'Arnay-le-Duc
Pour l'élection des députés, elle fait partie de la cinquième circonscription de la Côte-d'Or.

### Intercommunalité
Bellenot-sous-Pouilly était membre de la communauté de communes de l'Auxois Sud, un établissement public de coopération intercommunale (EPCI) à fiscalité propre créé en 1992 et auquel la commune avait transféré un certain nombre de ses compétences, dans les conditions déterminées par le code général des collectivités territoriales.
Dans le cadre des dispositions de la loi portant nouvelle organisation territoriale de la République du 7 août 2015, qui prévoit que les établissements publics de coopération intercommunale (EPCI) à fiscalité propre doivent avoir un minimum de 15 000 habitants, cette intercommunalité a fusionné avec sa voisine pour former, le 1er janvier 2017, la communauté de communes de Pouilly-en-Auxois - Bligny-sur-Ouche, dont est désormais membre la commune.

### Liste des maires
| Période                                  | Période                        | Identité              | Étiquette | Qualité                    |
| ---------------------------------------- | ------------------------------ | --------------------- | --------- | -------------------------- |
| Les données manquantes sont à compléter. |                                |                       |           |                            |
|                                          |                                |                       |           |                            |
| 1820                                     |                                | Jacques Parigot       |           |                            |
|                                          |                                |                       |           |                            |
| 1970                                     |                                | Édouard Jondot        |           |                            |
|                                          |                                |                       |           |                            |
| avant 1988                               |                                | Louis Richard         |           |                            |
| juin 1995                                | mai 2020                       | Guy Mercey            | DVD       | Retraité                   |
| mai 2020                                 | avril 2022                     | Pierre-Étienne Mercey |           | Agriculteur Démissionnaire |
| juillet 2022                             | En cours (au 16 décembre 2022) | Lydie Mercey          |           |                            |

## Démographie
L'évolution du nombre d'habitants est connue à travers les recensements de la population effectués dans la commune depuis 1793. Pour les communes de moins de 10 000 habitants, une enquête de recensement portant sur toute la population est réalisée tous les cinq ans, les populations de référence des années intermédiaires étant quant à elles estimées par interpolation ou extrapolation. Pour la commune, le premier recensement exhaustif entrant dans le cadre du nouveau dispositif a été réalisé en 2007.

En 2022, la commune comptait 230 habitants, en évolution de −0,43 % par rapport à 2016 (Côte-d'Or : +0,82 %, France hors Mayotte : +2,11 %).
| 1793 | 1800 | 1806 | 1821 | 1831 | 1836 | 1841 | 1846 | 1851 |
| ---- | ---- | ---- | ---- | ---- | ---- | ---- | ---- | ---- |
| 473  | 487  | 497  | 470  | 409  | 543  | 321  | 505  | 502  |

| 1856 | 1861 | 1866 | 1872 | 1876 | 1881 | 1886 | 1891 | 1896 |
| ---- | ---- | ---- | ---- | ---- | ---- | ---- | ---- | ---- |
| 508  | 451  | 448  | 440  | 413  | 405  | 396  | 424  | 396  |

| 1901 | 1906 | 1911 | 1921 | 1926 | 1931 | 1936 | 1946 | 1954 |
| ---- | ---- | ---- | ---- | ---- | ---- | ---- | ---- | ---- |
| 388  | 341  | 329  | 299  | 270  | 255  | 260  | 211  | 204  |

| 1962 | 1968 | 1975 | 1982 | 1990 | 1999 | 2006 | 2007 | 2012 |
| ---- | ---- | ---- | ---- | ---- | ---- | ---- | ---- | ---- |
| 219  | 233  | 178  | 183  | 188  | 198  | 210  | 212  | 249  |

| 2017 | 2022 | - | - | - | - | - | - | - |
| ---- | ---- | - | - | - | - | - | - | - |
| 224  | 230  | - | - | - | - | - | - | - |

## Culture locale et patrimoine

### Lieux et monuments
- Église Saint Martin, du XIIe siècle ;
- Ensemble de 4 lavoir ;
- Croix de chemin.

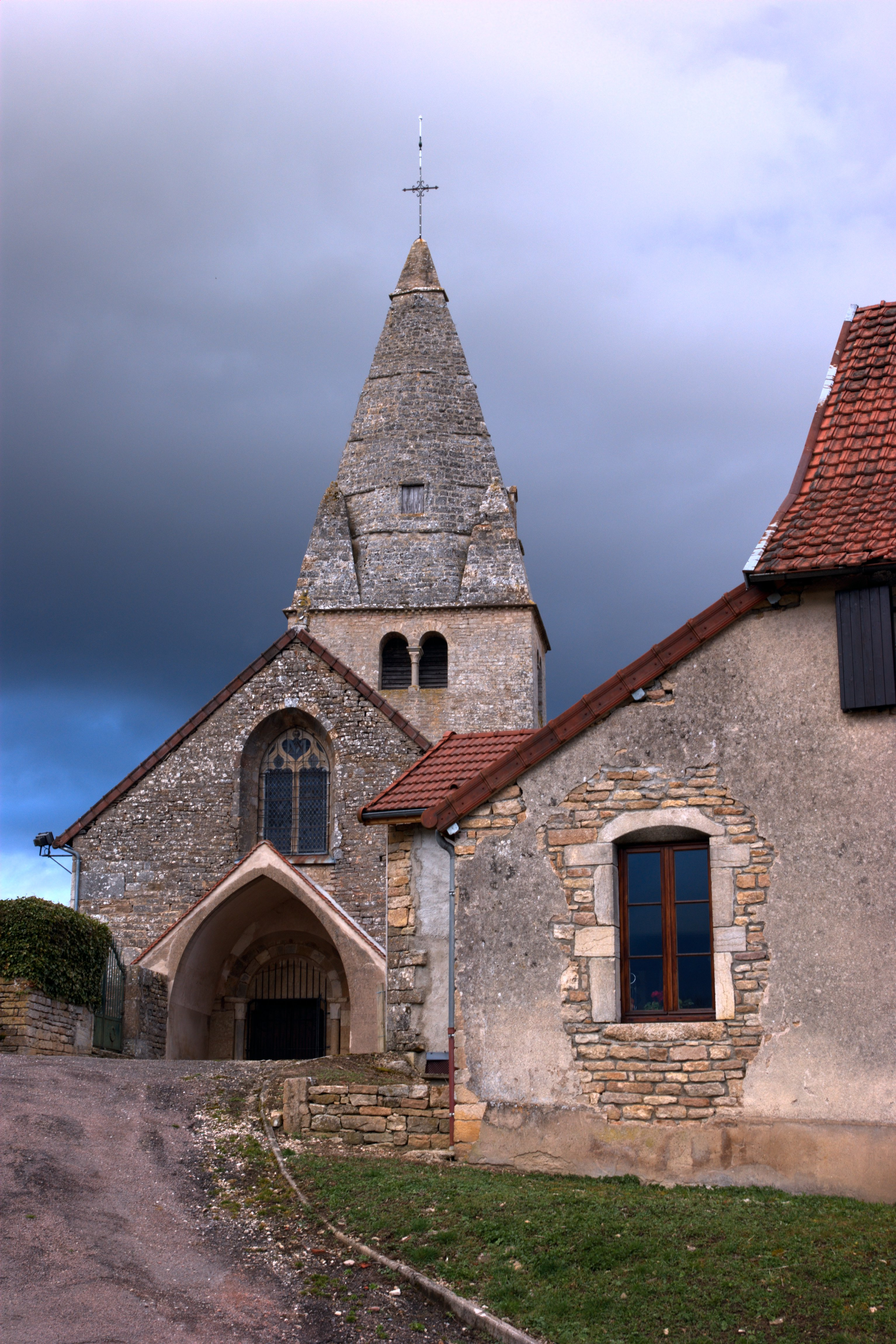
L'église Saint-Martin.
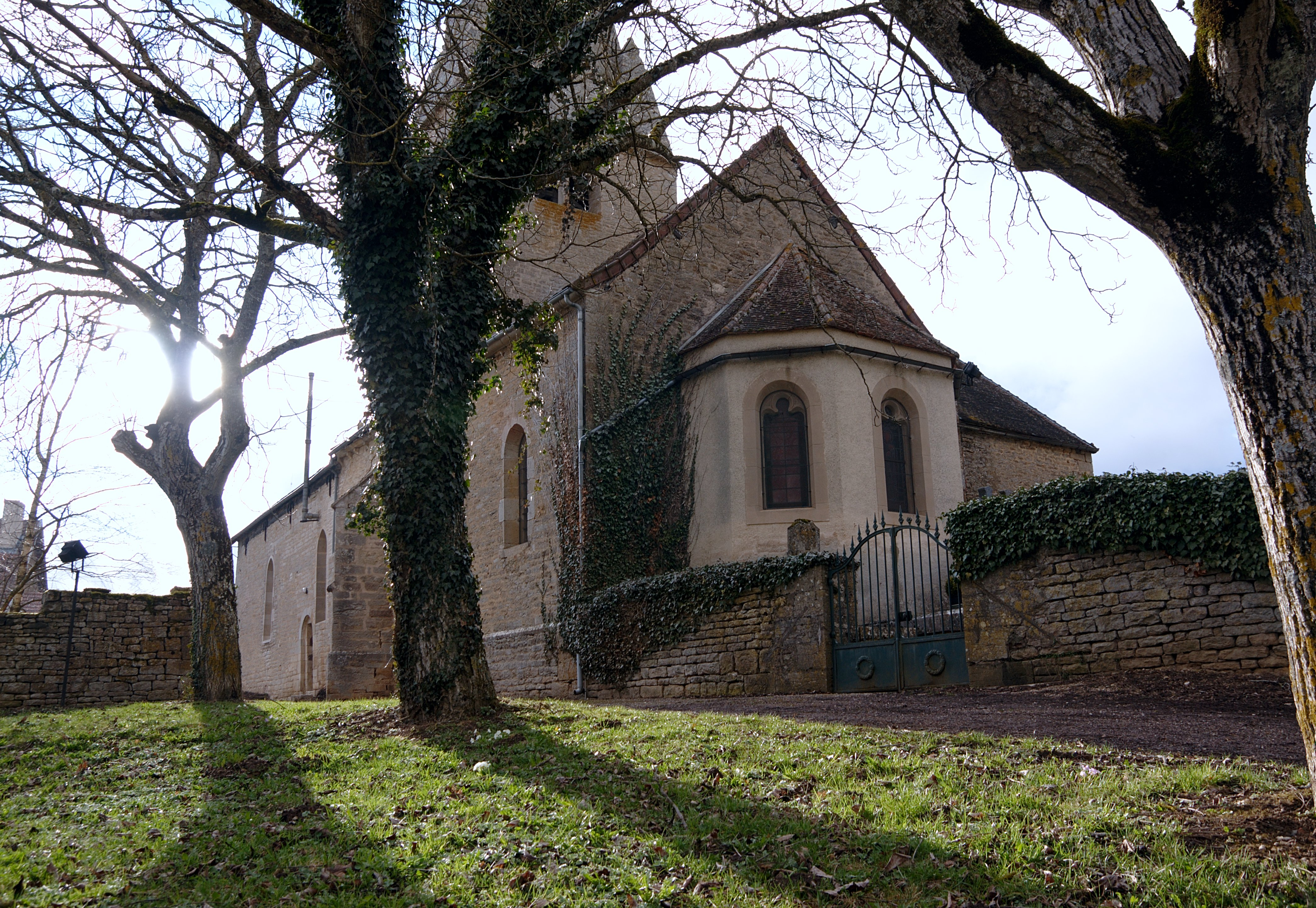
L'église, vue du chevet.

### Personnalités liées à la commune
- Antoine Maugras (1768-1801), général des armées de la République, décédé lors de la campagne d'Égypte, y est né.

### Héraldique
| Blason de Bellenot-sous-Pouilly | Blason  | D'azur au sautoir d'or, au lambel à cinq pendants de gueules brochant, sur le tout de gueules à l'arbre terrassé d'or. |
| Blason de Bellenot-sous-Pouilly | Détails | Le statut officiel du blason reste à déterminer.                                                                       |

## Pour approfondir